# Hypoxis camerooniana
Hypoxis camerooniana är en enhjärtbladig växtart som beskrevs av John Gilbert Baker. Hypoxis camerooniana ingår i släktet Hypoxis och familjen Hypoxidaceae. Inga underarter finns listade i Catalogue of Life.